# Landungsbrücken

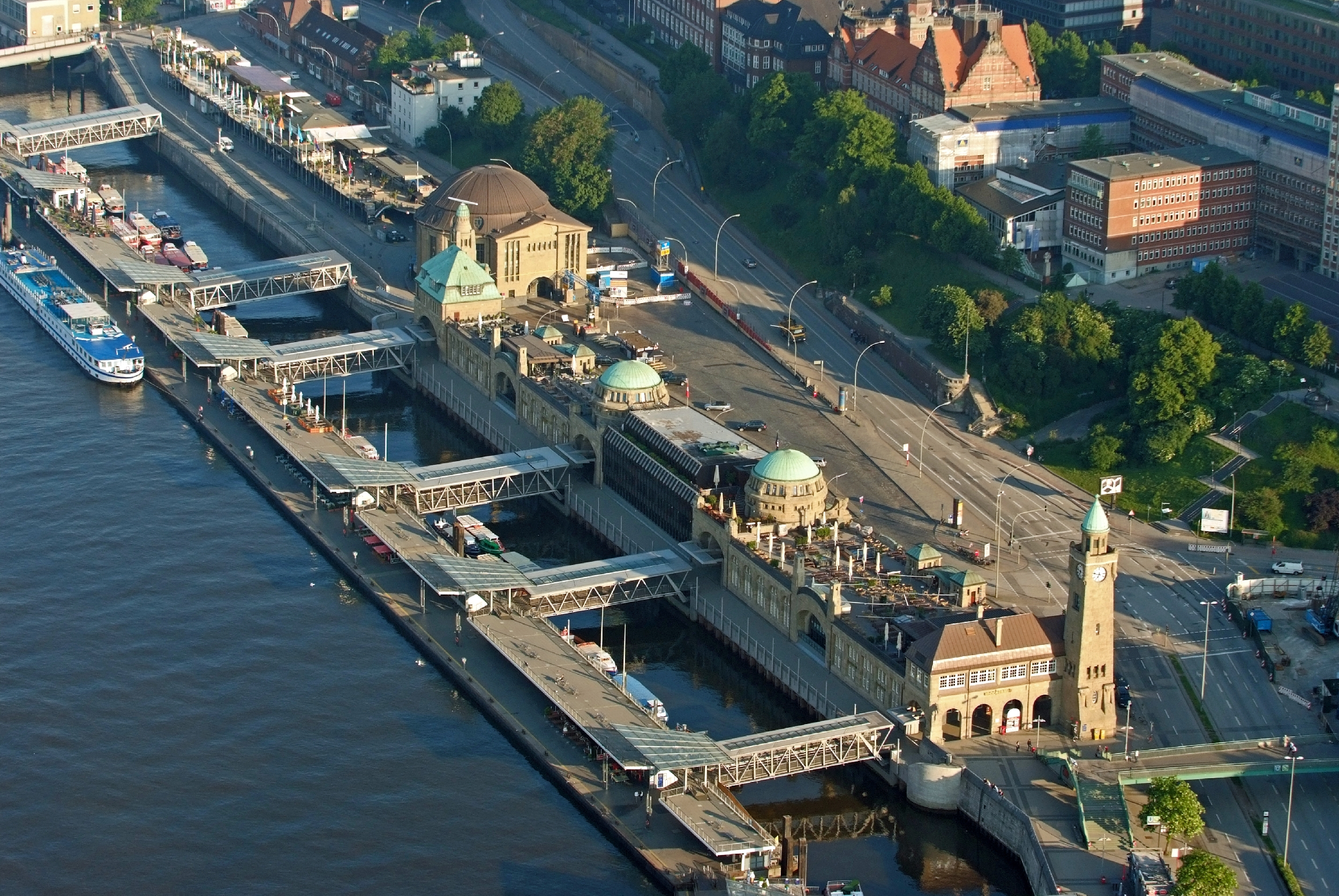
Vista aérea del embarcadero

Landungsbrücken de San Pauli (en alemán: St. Pauli Landungsbrücken), o sencillamente Landungsbrücken (pronunciación en alemán: /ˈlandʊŋsˌbʁʏkŋ̍/), es el nombre que recibe el histórico embarcadero de pasajeros del puerto de Hamburgo, en la ciudad homónima al norte de Alemania. Está ubicado en San Pauli, en la orilla norte del Norderelbe (el más septentrional de los brazos del Elba que conforman el delta interno de Hamburgo), siendo por tanto la estructura más al norte del Elba hamburgués (si no se tienen en cuenta los canales menores del norte). El embarcadero original, desaparecido en su totalidad, fue construido a mitades del siglo XIX, si bien la estructura actual es de 1907, habiendo sido ampliamente reconstruida en la década de 1950.
El nombre Landungsbrücken, que significa simplemente ‘Puentes de desembarco’, se refiere al complejo que incluye tanto a los nueve puentes extendidos en paralelo desde la orilla hasta el gran muelle de pontones —el más largo de su tipo de Europa en una terminal de pasajeros (688 metros)— como a la terminal que da salida hacia los puentes. Se trata de una construcción histórica de alto valor simbólico de la ciudad hanseática, y una atracción turística del puerto de Hamburgo —el segundo más grande de Europa—, siendo el núcleo de celebraciones y festejos, como el Hafengeburtstag. El lugar ofrece también una singular vista del puerto entero, con sus astilleros y dársenas, así como de la Filarmónica del Elba (Elbphilharmonie).
Más allá de los barcos de pasajeros, el recinto sirve además como un principal hub de transporte, tanto marítimo como terrestre, que incluye paradas de metro (U-Bahn), S-Bahn y ferris. Estos últimos atracan en el extremo este del embarcadero y forman parte del sistema de transporte público de la ciudad, compartiendo la misma administración —y billetes— con los autobuses y ferrocarriles locales. Las visitas guiadas del puerto de Hamburgo (tanto a pie como en barco) también empiezan en este lugar, donde además se pueden visitar los dos barcos museo aquí atracados: el velero de tres mástiles Rickmer Rickmers, al este del embarcadero principal, y el carguero Cap San Diego, amarrado en el Überseebrücke; siendo atracciones muy concurridas en las altas temporadas.

## Descripción
La estructura de la terminal incluye varios arcos, cúpulas y un reloj de torre, y está catalogada desde 2003 como monumento arquitectónico de Hamburgo. Actualmente, alberga la administración portuaria de transporte de pasajeros, la principal oficina de billetes, instalaciones varias, locales de gastronomía y tiendas de souveniers. La fachada de cristal de la sección oriental se inauguró en la década de 1990. La parte occidental del embarcadero se extiende más allá de la terminal, e incluye el edificio de entrada al antiguo túnel del Elba (que pasa justo por debajo del embarcadero), también catalogado en el registro de monumentos. Su cúpula comparte el mismo tono verdoso de las cúpulas de la terminal, un color típico de las construcciones hamburguesas de esa época y que aún adorna gran parte de los edificios históricos de la ciudad.

### La torre
En el extremo este del edificio de la terminal, la torre del reloj —una torre campanario de estructura cuadrada construida al estilo medieval— forma el elemento más destacado del complejo, y exhibe en cada una de sus cuatro caras en lo alto de la torre una esfera de reloj de numeración romana y color reluciente visible desde lejos.

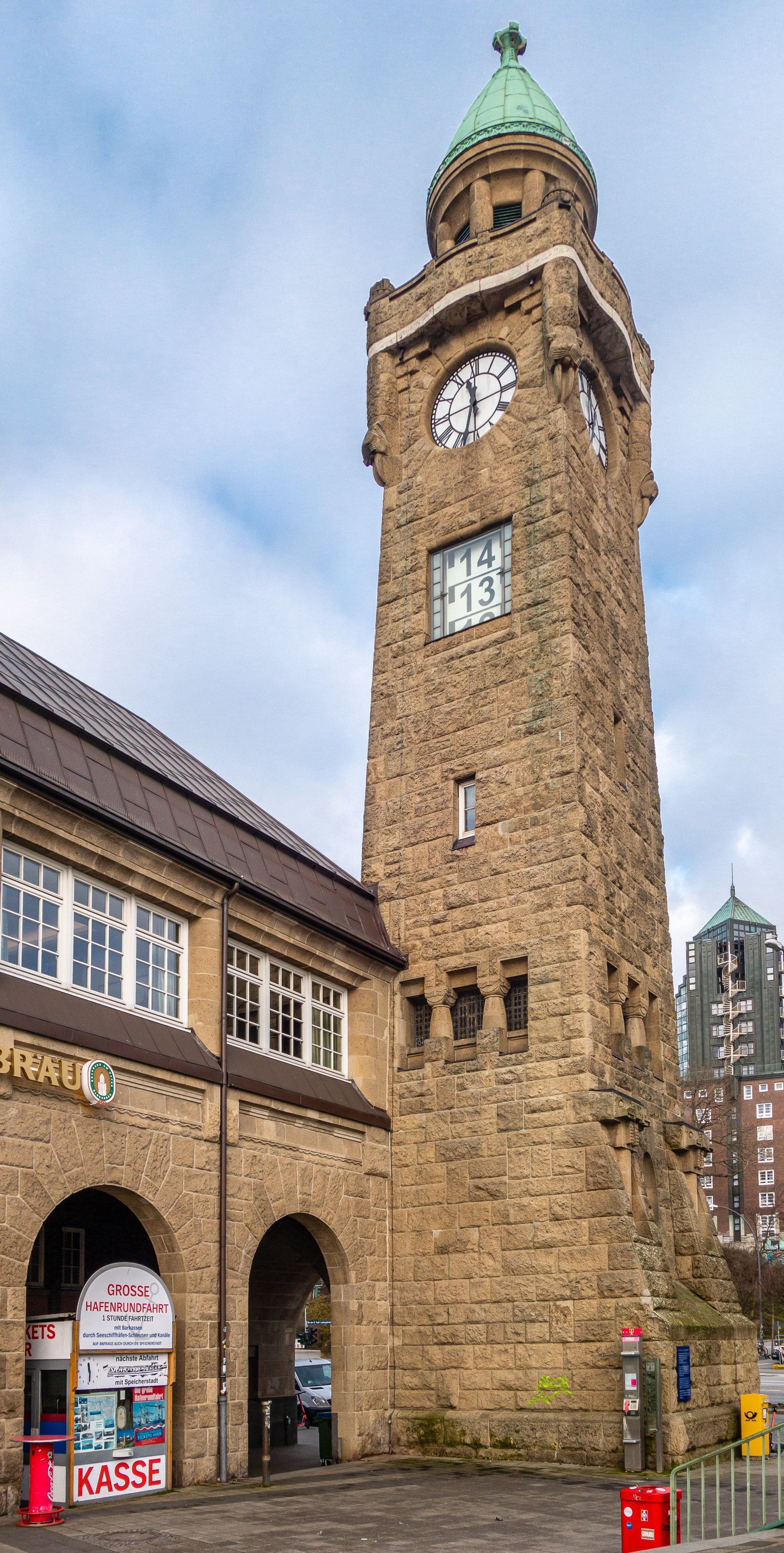
La fachada de la torre que da al río, con el indicador de nivel del agua debajo de la esfera del reloj.

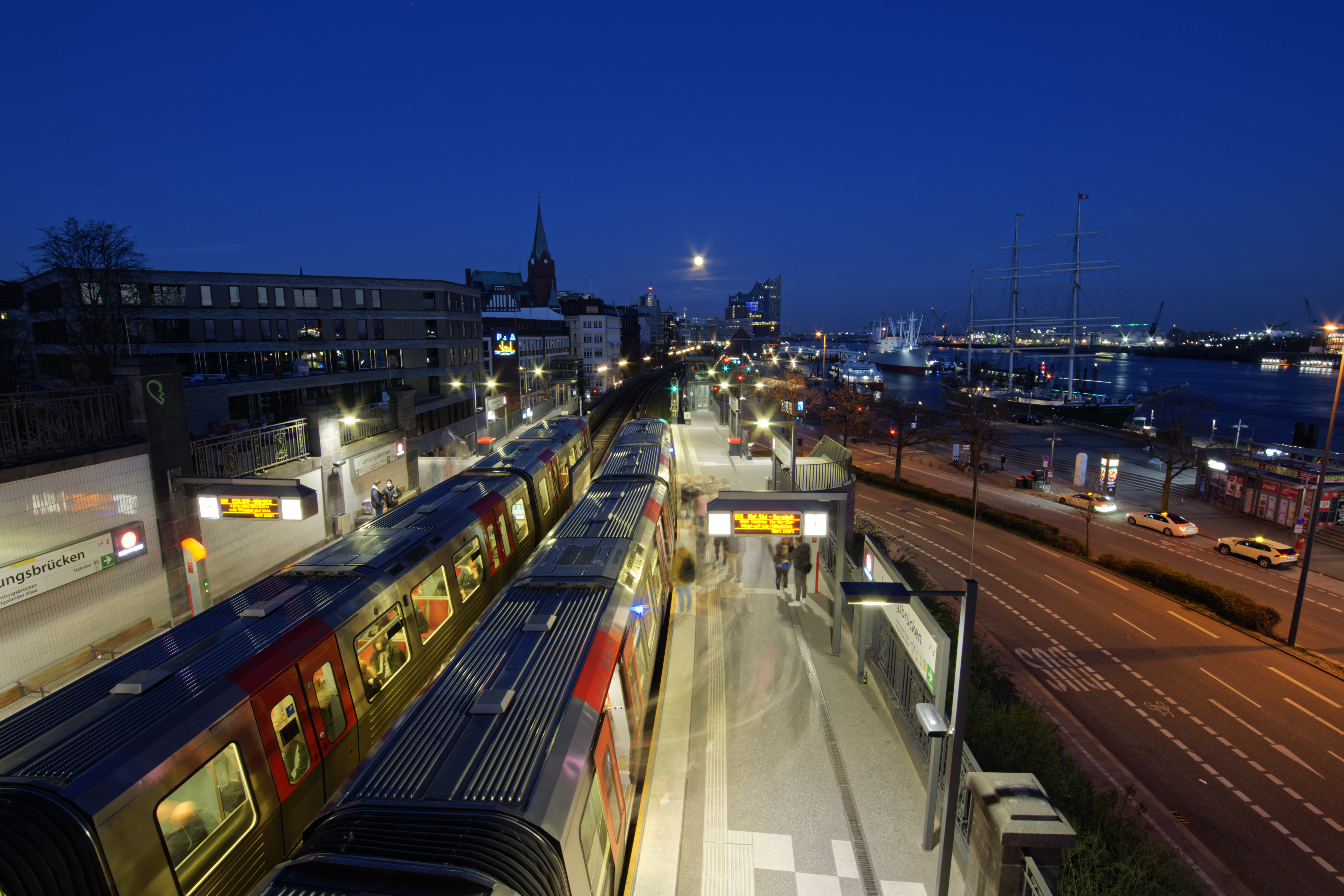
La parada de metro de Landungsbrücken al araedecer.

Su función original, sin embargo, ha sido la de torre de medición (Pegelturm), diseñada con el propósito de indicar a embarcaciones y residentes del distrito portuario el nivel del agua a esta altura del puerto en cada momento. El mecanismo consta de un medidor en la base de la estructura y dos contadores mecánicos, cuyas ventanas dan hacia el río y hacia la calle, la primera directamente debajo del reloj y la segunda a media altura de la torre. En el pasado tenían un doble propósito, a saber, los cálculos relativos a la llegada de embarcaciones en función de la marea, de una parte, y alertar a la ciudadanía del riesgo de inundaciones, de la otra.
La azotea de la torre se ubica encima de la sala de relojes y sirve de terraza, en cuyo centro se encuentra la linterna, rematada con un bajo chapitel. Dentro de la linterna se encuentra la campana de la torre, sincronizada con el mecanismo del reloj que coordina las cuatro esferas, produciendo campanadas cada media hora al compás de las campanas marítimas (antiguamente se basaba en una ampolleta). Todos los elementos funcionales de la torre —relojes, indicadores y campana— siguen operativos en la actualidad, siendo una de pocas estructuras hoy en día que cuentan con esta triple función. 
La torre dispone además de varias estrechas ventanas rectangulares y un par de aspilleras; en su base cuenta con soportes decorativos. En el lado norte de la torre, a nivel de calle (junto a la entrada), hay una inscripción en relieve que reza en bajo alemán Wohr Di, wenn de Blanke Hans kummt («cuidado con la llegada del Blanker Hans» – nombre por el se conocen las violentas tormentas del mar de Frisia).

### El embarcadero
La ubicación del embarcadero, entre el mercado de pescado y el ‘puerto bajo’, fue elegida por su posición estratégica a la entrada de la Speicherstadt (‘Ciudad de los almacenes’) y dando hacia el Alster. El primer embarcadero fue construido en madera en 1839 con el fin de servir a los grandes barcos de vapor que cubrían las rutas internacionales, incluidos los transatlánticos de la Hamburg America Line. Entre las ventajas de esta ubicación constaba la facilidad de proveer de carbón a los barcos, estando los almacenes de combustibles enfrente pero a una distancia de seguridad suficiente, además de contar con el apoyo de los Schutenspritzen en caso de incendios (antiguas embarcaciones de bomberos típicas del Elba hamburgués).
El embarcadero actual, que consiste en una estructura de piedra levantada sobre pontones flotantes, a los que se accede desde tierra firme a través de nueve puentes móviles, fue construido a partir de 1907 y originalmente servía para los vapores de pasajeros de rutas locales. Al este de su extremo oriental se extiende el Überseebrücke (lit. ‘Puente de Ultramar’), otro embarcadero basado en pontones e independiente del principal, que tenía la función de servir a los barcos de pasajeros de rutas internacionales (de ahí su nombre). Entre 1869 y 1871, se llevó a cabo una extensa ampliación de la estructura, utilizando ocho pontones de hierro para compensar la amplitud de las mareas (la diferencia de altura entre las mareas alta y baja), que formaban un frente de 240 metros de longitud (correspondiente a la longitud de unos cuatro barcos dispuestos en serie). 
A partir de los años 1890, durante los fines de semana estivales, además de los grandes vapores también atracaban en el muelle las embarcaciones hacia Cuxhaven, Heligoland, Norderney y Sylt, resultando en una concurrencia de unas 80 000 personas al día en estas fechas, mucho por encima de su capacidad de la época. Debido a ello y a los avances en la ingeniería naval, con el diseño de barcos más novedosos y de mayores dimensiones (lo cual requería de la ampliación de las entradas y salidas del puerto), pronto esta instalación tampoco resultaba suficiente. En las mejoras que seguían, en lugar de pontones individuales se optó por una estructura continua de 420 metros de longitud sostenida sobre 109 pontones de hierro, siguiendo en parte el modelo del puerto de Liverpool. La cubierta principal del embarcadero consistía en un entramado de vigas de chapa firmemente remachadas e internamente estabilizadas, sobre las que se colocaron vigas de madera resistente (de eucalipto y pino) que podían soportar cargas superficiales de hasta 300 kg/m².
Inaugurada la nueva estructura, se hizo posible el atraque de barcos más bajos, como las lanchas, pequeños veleros y transbordadores. Desde la pista principal del embarcadero, siete puentes de 30 metros de longitud, cerrados lateralmente y techados, conducían a la orilla, con una novedad implementada por primera vez en un puerto de la época: estaban adaptados a los cambios de marea mediante transportadores de rodillos. Las obras se concluyeron con el revestimiento de granito de 445 metros de longitud delante de los cimientos del distrito de almacenes. Acabadas las obras, se demolieron los cimientos del antiguo embarcadero, y la cuenca del puerto tuvo que ser dragada a mayor profundidad. Es también cuando comenzaron los preparativos para la construcción del antiguo túnel del Elba. Gran parte de la construcción de 1907 fue destruida en la Segunda Guerra Mundial durante la Operación Gomorra, y nuevos pontones, más robustos, se construyeron en su lugar entre 1953 y 1955. El último tramo destruido en la guerra, entre el segundo y tercer puente, no se rehabilitó hasta 1976.
Las famosas marquesinas y la iluminación de los puentes solo se integraron en el marco de una modernización realizada de 1999, durante la que también fue sustituido el séptimo puente.